# 里欧库尔
里欧库尔（法語：Riaucourt，法語發音：[ʁjokuʁ]）是法国上马恩省的一个市镇，属于肖蒙区。

## 地理
里欧库尔（48°10'35"N, 5°9'6"E）面积10.71 平方千米，位于法国大東部大區上马恩省，该省份为法国东北部内陆省份，北起马恩省和默兹省，西接奥布省，西南接科多尔省，东南接上索恩省，东临孚日省。
与里欧库尔接壤的市镇（或旧市镇、城区）包括：博洛涅、布雷特奈、达尔马讷、特雷。

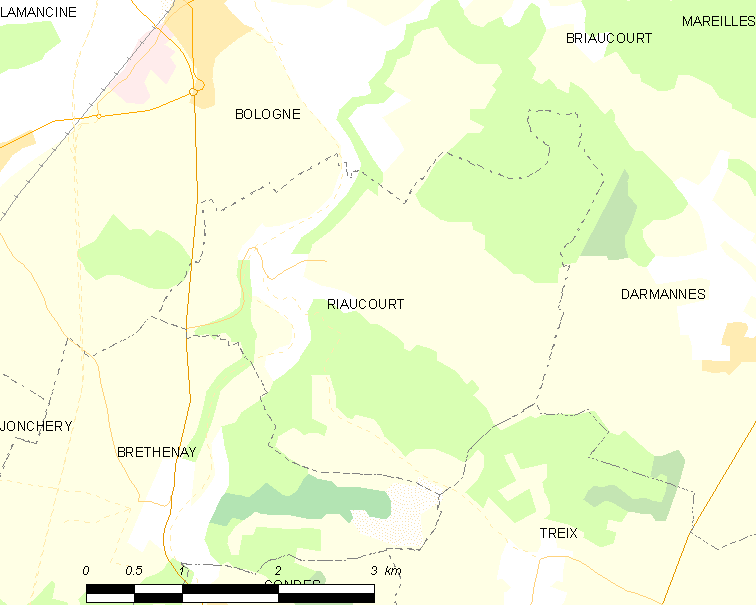
里欧库尔的OSM定位图

里欧库尔的时区为UTC+01:00、UTC+02:00（夏令时）。

## 行政
里欧库尔的邮政编码为52000，INSEE市镇编码为52421。

## 政治
里欧库尔所属的省级选区为肖蒙第一县。

## 人口

1962-2008年间里欧库尔人口变化图示

里欧库尔于2022年1月1日时的人口数量为409人。